# Trityle

Trityle

Le terme trityle (abréviation de triphénylméthyle) désigne un groupe fonctionnel aromatique de formule brute (C6H5)3C-R. Ce groupe fait partie de la famille des aryles.

## Nomenclature
Le terme trityle est encore accepté dans la nomenclature IUPAC. Les cycles aromatiques peuvent être substitués par d'autres groupes fonctionnels.